# Dviganje križa (Rubens)
Dviganje križa je ime dveh slik, zelo velikega triptiha v olju na plošči in veliko manjše olje na papirju. Obe deli je naslikal flamski umetnik Peter Paul Rubens v belgijskem Antwerpnu, original leta 1610, drugo pa leta 1638.
Izvirnik je v stolnici Matere Božje, saj je cerkev, za katero je bila naslikana, uničena. Manjša različica je zdaj v Umetniški galeriji v Ontariu v Kanadi. Še en manjši triptih z drugačno sestavo in oljno študijo je v pariškem Louvru.
Peter Paul Rubens je naslikal triptih Dviganje križa po vrnitvi v Antwerpen iz Italije leta 1610-1611 kot naročilo cerkvenih oblasti cerkve sv. Walburge. Cornelis van der Geest, bogat trgovec in cerkovnik cerkve sv. Walburge, je to naročilo zagotovil Rubensu in financiral večino projekta. Pod Napoleonovo vladavino je cesar odnesel sliko skupaj z Rubensovo sliko Snemanje s križa v Pariz. Slike so bile vrnjene v Antwerpen leta 1815, a ker je bila sveta Walburga uničena, so jih namesto tega postavili v stolnico Matere Božje v Antwerpnu.
Triptih je bil postavljen nad visokim oltarjem, pred njim pa stopnice, zaradi česar je bil viden iz velike razdalje v prostrani gotski stolnici svete Walburge. Ta višina je bila za oltarno ploščo nenavadna, kar kaže na njeno pomembno prisotnost v sv. Walburgi. Medtem ko je bila prisotna v sv. Walburgi, je bila slika z vseh strani obdana s podobami Boga Očeta, Kristusa, angelov, na vrhu zgradbe pa je bil lesen pelikan, ki je bil splošen prikaz Kristusove žrtve na podlagi ljudska zgodbi, povezani s tem, da ptica svoje mladiče hrani s svojo krvjo.

## Analiza
Jezus Kristus in dviganje njegovega križa sta osrednji točki tega umetniškega dela, pri čemer se značilnosti zgodbe prelivajo s srednje plošče na krili na obeh straneh. Ta oltarna slika je zgodnji Rubenov poskus, da bi uporabil intenzivnost baročnega sloga. Okolica je temna in nemirna, saj skupina gledalcev, vojakov, konj in napetih teles krvnikov obkroža kmalu križanega Kristusa. Jezusovo telo je slika klasičnega plemstva; z dvignjenimi rokami in pogledom, usmerjenim navzgor, Rubens poudarja Kristusovo pripravljeno žrtev nad grozotami svojega križanja. Kristusovo trpljenje je razvidno iz njegovega napetega telesa, rok tesno stisnjenih okoli nohtov in zgrbljene glave v zadnjih trenutkih mučne bolečine. Tri plošče delujejo skladno in ustvarjajo neprekinjen prizor. Osrednja plošča ponazarja napetost med množico močno mišičastih moških, ki poskušajo dvigniti križ in na videz neznosno težo Kristusa na križu. V levem krilu sta Devica in sveti Janez prepoznana v skupini opazovalcev, ki sta zgrožena, ko vidita, kako krvniki opravljajo svoje naloge. Tatovi v desnem krilu so pripravljeni na usmrtitev, ko so rimski častniki izdali svoje ukaze.
Rubens poslika tudi zunanjost kril, kjer ponazarja štiri svetnike, ki so jih v tem času častili v Flandriji. Na skrajni levi strani stoji sveti Amandus, impresivno oblečen v škofovsko obleko, ob njem pa sv. Walburga.  Na desnem zunanjem krilu stoji sveta Katarina Aleksandrijska v spremstvu svetega Eligija. 

## Vpliv
Delo prikazuje jasen vpliv italijanskih renesančnih in baročnih umetnikov, kot so Caravaggio, Tintoretto in Michelangelo. Skrajšava je očitna v izkrivljanju spopadajočih se ljudi, kar spominja na Tintorettovo Križanje v beneški Scuola di San Rocco. Rubensova različica ustvarja bolj prepričljiv, močan in čustven odziv s preusmeritvijo Kristusa. Kristus prečka osrednjo ploščo diagonalno, podobno kot Caravaggiova Polaganje Kristusa v grob, kjer sta v ključnem trenutku v igri tako spust kot vzpon. Rubens predstavlja svetlobo s tenebrizmom, ki odraža vpliv Caravaggia. Kristusovo popolnoma oblikovano telo aludira na gole figure, ki jih je Michelangelo naslikal na stropih Sikstinske kapele.
Tridentinski koncil je imel pomembno vlogo pri tematiki in temah Rubensove slike. Rubens izžareva duh protireformacije tako, da predstavlja zmagovito naravo Kristusove smrti, hkrati pa ohranja njegovo božansko naravo. Elevacija križa je natančna biblijska upodobitev Kristusovega križanja v skladu s posebnimi smernicami za umetnost, ki jih je izdelal Tridentinski koncil.

## Umetnikova delavnica
Peter Paul Rubens ni bil v celoti odgovoren za ustvarjanje tega umetniškega dela, kar je resničnost številnih Rubensovih slik. Obdobje, po katerem je Rubens prispel v Antwerpen, je bilo za slikarja še posebej naporno, saj je imel razen slikanja tudi druge naloge. Rubens je bil vodja delavnice, ki je bila sestavljena iz hierarhije učencev, pomočnikov in sodelavcev - vsi pa so imeli pomembno vlogo pri nastanku slike. Rubens bi naredil vse skice in zasnove del, ki so nastajala v njegovi delavnici.
Kar zadeva višino križa, je Rubens ustvarjalni postopek začel z oljem in čopičem na majhni plošči. Ta oljna skica, imenovana tudi model, je služila kot vzorčna slika za pokrovitelja, da je odobril splošno zgodbo in podobe, še posebej pa je bil pozoren na ikonografske podrobnosti. Model je pomagal tudi asistentom za začetek predhodnih korakov celotnega slikanja. V primeru Rubensovega Dviganja križa ni bilo večjih ikonografskih sprememb, vendar je bilo prilagojenih nekaj podrobnosti, kot je položaj križa.
Skico so kritizirali pokrovitelji, ki bi Kristusa raje postavili v bolj pokončen položaj, poleg tega pa bi njegovo telo in obraz bolj usmerili proti občinstvu, da bi povečali dramatičnost dela. Ko so pomočniki določili splošno sestavo, je Rubens svojo pozornost usmeril v človeške figure. V tej fazi je Rubens s kredo izdeloval risbe s prisotnimi modeli v živo, pri čemer je modele postavil v različne položaje, kot je bilo vnaprej določeno v modelu. Te ločene risbe so bile uporabljene skupaj z modelom pri končni izvedbi velike slike. Rubens je poskrbel, da se je dotaknil cele slike, ko so pomočniki izpolnili svoj del.

## Manjša različica
Dviganje križa je tudi naslov manjše reprodukcije triptiha z oljem na papirju. Merila je 60 × 126,5 cm, kasneje pa je bila povečana na 70 × 131,5 cm. Ta manjša slika je predstavnik spremenjene reprodukcije mnogo prejšnjega triptiha. Naslikal ga je Rubens, delo je dokončal okoli leta 1638 in ga je dobil Hans Witdoeck, da ga uporabi kot model. Manjša slika pa je edinstvena od originala z dodajanjem barvnih poudarkov v celotni kompoziciji. Najbolj opazna razlika med sliko iz leta 1611 in sliko iz leta 1638 je odprava okvirjev. Odstranitev je ustvarila bolj povezan prizor. Dodane so slike, ki jih prejšnja različica ni imela, pa tudi nekatere spremembe v pokrajini. Zaradi svoje velikosti nekateri menijo, da je bila slika morda zasnovana kot samostojna slika, ki naj bi jo podaril Cornelisu van der Geestu. Slika je zdaj v stalni zbirki Umetniške galerije Ontario, potem ko jo je leta 1928 kupil od Georgea Holforda.